# Хайдс (газоконденсатное месторождение)
Хайдс (англ. Hides) — газоконденсатное месторождение в центральном нагорье Папуа — Новой Гвинеи (провинция Хела, вблизи города Комо), основная база завода по производству сжиженного газа PNG LNG.
Месторождение Хайдс открыли в 1987 году. В процессе строения и освоения месторождения построили пять скважин и обнаружили залежи углеводорода, которые образовались во времена мелового периода. В 2015 году была пробурена скважина глубиной 4633 метра. На этой глубине были обнаружены песчаник и вода.
Запасы месторождения в середине 2000-х оценивались в 141 млрд м³ природного газа. Было построено ещё 9 скважин — 8 эксплуатационных и 1 для добычи воды. Сооружённый на «Хайдсе» завод по конденсированию газа также обслуживает соседние месторождения «Ангор» и «Джуа». На добыче полезных ископаемых страна получала прибыль, которая использовалась для постройки аэропорта Комо.